# Comité America First
Pour les articles homonymes, voir AFC et America First.
L'America First Committee (Le « Comité Amérique d'abord »), ou AFC, était le principal groupe de pression isolationniste américain à s'opposer, au début des années 1940, à l'entrée des États-Unis dans la Seconde Guerre mondiale. Il fut fondé en septembre 1940 et dissous en décembre 1941 après l'attaque de Pearl Harbor.

## Histoire
L'AFC fut fondé le 4 septembre 1940 par Robert D. Stuart Jr. (en), un étudiant en droit de l'université Yale, avec la participation d'autres étudiants, dont le futur président Gerald Ford. Le comité était présidé par le général Robert E. Wood. Bien que ce dernier n'ait accepté ce poste qu'à titre intérimaire, il occupa cette fonction pendant toute la durée du comité. La dissolution de l'AFC fut annoncée par ses dirigeants quelques jours après l'attaque de Pearl Harbor.
L'AFC aurait eu jusqu'à 800 000 membres, regroupés en 650 cellules principalement situées dans le Midwest et concentrés à Chicago. L'AFC revendiquait 135 000 membres dans l'Illinois, son principal bastion. Il était, en revanche, peu développé dans le Sud des États-Unis. Le comité réussit à collecter environ 370 000 dollars américains de 25 000 donateurs.

## Doctrine
L'AFC lança une pétition enjoignant au gouvernement américain d'appliquer le Neutrality Act de 1939 et exigeant du président Franklin D. Roosevelt qu'il tienne son engagement à laisser les États-Unis à l'écart de la guerre. L'organisation accusait en effet Roosevelt de mentir au peuple américain.
L'AFC s'opposait à toute forme d'intervention américaine dans la guerre en Europe et militait pour une stricte neutralité des États-Unis. Elle dénonçait l'aide matérielle fournie au Royaume-Uni pour son effort de guerre à laquelle elle reprochait son coût et le risque qu'elle présentait de voir le pays glisser dans la guerre. Parallèlement, l'AFC prônait le réarmement des États-Unis afin de les prémunir contre tout risque d'attaque étrangère.
L'aviateur Charles Lindbergh commença à mettre en cause la politique étrangère de Roosevelt bien avant la formation de l'AFC. Il se prononça, avant même le début de la bataille d'Angleterre, contre toute intervention militaire américaine en Europe. En 1940 et en 1941, Lindbergh devint le plus prééminent des militants d'America First, qui profita de sa grande notoriété. Le 11 septembre 1941, à Des Moines, Iowa, lors d'un discours radiodiffusé pendant un meeting de l'AFC, il prétend : « Les trois groupes les plus importants qui ont poussé ce pays-ci à la guerre sont les Britanniques, les Juifs et l'administration Roosevelt. »,.
Cette intervention, perturbée par des cris et des huées des différentes parties du public, suscitera une ovation d'une partie de l'audience et la stupéfaction et l'indignation d'une autre partie.
Bien que l'AFC emploie une rhétorique pacifiste, le mouvement est noyauté par les antisémites comme Lindbergh, qui est connu pour sa germanophilie et fustige la « race juive » qui tente « d'impliquer la patrie pour des raisons non-américaines ».

## Autres usages de l'expression
L'expression « America First » a aussi été utilisée pour le nom d’un parti nationaliste créé en 1943 et mené par le pasteur pro-nazi Gerald L.K. Smith (en). Elle a ainsi longtemps été réprouvée dans la vie politique américaine car associée à la neutralité envers le nazisme.
L'expression a ensuite refait surface à partir des années 2000 : lors des élections de 2000, Pat Buchanan, « héritier assumé du comité America First des années 40 et auteur d’un livre intitulé Churchill, Hitler et la guerre inutile », remporte l'investiture du Parti de la réforme face à Donald Trump en en faisant son slogan de campagne. Un nouveau parti est baptisé « America First » en 2002. Lors de sa campagne présidentielle en 2016, Donald Trump en fait un slogan pour son programme isolationniste,. Celui-ci utilise deux fois l'expression lors de son discours d'investiture. Interrogé sur les origines du slogan, Donald Trump indique qu'il « sonne neuf et moderne » et qu'il « ne [se] rapporte jamais au passé ».